# المثل (الطفة)

تعديل مصدري - تعديل

المثل هي إحدى قرى عزلة المساحرة بمديرية الطفة التابعة لمحافظة البيضاء، بلغ تعداد سكانها 154 نسمة حسب تعداد اليمن لعام 2004.